# دانشجویان ژاپنی در انگلستان
دانشجویان ژاپنی در انگلستان (به ژاپنی: イギリスの日本人学生)، نخست دانشجویانی بودند که در قرن نوزدهم، برای تحصیل در کالج دانشگاهی لندن توسط قلمروی چوشو و قلمروی ساتسوما، سپس شوگون‌سالاری توکوگاوا فرستاده شدند. بسیاری در دانشگاه کمبریج و تعداد کمتری در دانشگاه آکسفورد تا پایان دوره میجی به تحصیل مشغول بودند. انگیزه اصلی این امر تلاش برای مدرن کردن ژاپن در طولانی مدت بود. از دهه ۱۹۸۰، تحصیل دانشجویان ژاپنی در بریتانیا به لطف ارزان‌تر بودن مسافرت هوایی بسیار رایج شد.

## پنج چوشو(۱۸۶۳) اعزام شده توسط قلمروی چوشو
در کالج دانشگاهی لندن با نظارت استاد الکساندر ویلیام ویلیامسون
- ایتو هیروبومی - اول، پنجم، هفتم و دهمین نخست‌وزیر ژاپن
- اینواوئه کائورو - وزیر امور خارجه ژاپن، کشاورزی و تجارت
- اینواوئه ماسارو - اولین مدیر راه‌آهن
- اندو کینسوکه - رئیس ضرابخانه ژاپن
- یامائو یوزو - وزیر صنعت، مدیر دفتر قانونگذاری کابینه

## (۱۸۶۵) اعزام شده توسط قلمروی ساتسوما
پانزده دانشجوی قلمروی ساتسوما، یکی از قلمروی توسا و یکی دیگر از بندر ناگاساکی و ۴ استاد راهنما (اومه‌تسوکه). این گروه همچنین در کالج دانشگاهی لندن تحصیل کردند که برای دانشجویان از همهٔ مذاهب آزاد بود.
- تراشیما مونه‌نوری - وزیر امور خارجه ژاپن
- گودای توموآتسو
- موری آرینوری
- ناگاساوا کانه‌یه
- ماچیدا هیساناری- اولین مدیر موزه ملی توکیو
- سامه‌شیما نائونوبو -
- یوشیدا کیوناری -

## (۱۸۶۶) دانشجویان اعزام شده توسط شوگون‌سالاری
شامل دو ناظر و ۱۲ دانشجو